# Vöckönd, Zala
Vöckönd  este un sat în districtul Zalaegerszeg, județul Zala, Ungaria, având o populație de 92 de locuitori (2011). 

## Demografie
Componența etnică a satului Vöckönd
     Maghiari (91,76%)
     Romi (8,24%)
Componența confesională a satului Vöckönd
     Romano-catolici (68,48%)
     Fără religie (9,78%)
     Reformați (3,26%)
     Necunoscută (18,48%)
Conform recensământului din 2011, satul Vöckönd avea 92 de locuitori. Din punct de vedere etnic, majoritatea locuitorilor (91,76%) erau maghiari, cu o minoritate de romi (8,24%).  Din punct de vedere confesional, majoritatea locuitorilor (68,48%) erau romano-catolici, existând și minorități de persoane fără religie (9,78%) și reformați (3,26%). Pentru 18,48% din locuitori nu este cunoscută apartenența confesională.